# Sant Pàpol
Sant Pàpol (en francès Saint-Papoul) és un municipi del departament de l'Aude a la regió francesa d'Occitània.

## Patrimoni cultural
- Abadia de Sant Pàpol: abadia romànica benedictina del segle xii, catalogada com a monument històric.